# Michele Taruffo
Michele Taruffo (Vigevano, Llombardia; 12 de febrer de 1943-Milà, 10 de desembre de 2020) va ser un jurista i professor italià l'especialitat del qual era el dret processal. Va ser professor de la Università degli Studi di Pavia des del 1965 (com a professor ordinari des del 1976), fins a la seva jubilació el 2013. Les seves obres, fonamentalment en dret processal, han estat traduïdes al castellà, anglès i portuguès.
D'altra banda, el 2005 va ser nomenat membre de l'Acadèmia Nacional dels Linxs, Secció VI, corresponent a Ciències Jurídiques. A més de manuals de dret processal i comentaris al codi de procediment civil, la major part de les seves contribucions es troben dins de l'àmbit del raonament probatori i les proves judicials.

## Biografia
Taruffo va néixer en 1943 a Vigevano i va estudiar dret (giurisprudenza) a la Università degli Studi di Pavia. Encara que pretenia dedicar-se a la filosofia del dret, va ser el iusfilósof Amedeo Conte qui li va suggerir elaborar una tesi sobre els aspectes lògics de la sentència, per això li va recomanar acostar-se al professor ordinari de dret processal civil, Vittorio Denti. Denti el va acollir en el seu grup i es va convertir en professor de la matèria. Cap el 1976 va obtenir la plaça de professor ordinari, que va ocupar fins a la seva jubilació, ensenyant dret processal civil i dret processal comparat. Va començar escrivint ressenyes de sentències per a la Rivista di diritto processuale (fundada per Giuseppe Chiovenda i Francesco Carnelutti), i aviat els seus llibres van adquirir notorietat, no sols entre els processalistes, sinó també entre els iusfilósofs (especialment amb Giovanni Tarello, de la Universitat de Gènova).
Per les seves posicions teòriques, va debatre permanentment amb autors com Franco Cipriani, Bruno Cavallone o Girolamo Monteleone, i fora d'Itàlia amb l'espanyol Juan Montero Aroca o l'argentí Adolfo Alvarado Vellós.

## Influències
Michele Taruffo va pertànyer al prestigiós Collegio Ghislieri, de Pavia, mentre va estudiar el seu laurea en dret en la universitat d'aquesta ciutat. A la Universitat va ser deixeble directe del processalista Vittorio Denti. En l'àmbit iusfilosófic, va rebre la influència d'Amedeo Conte i Uberto Scarpelli, qui va ensenyar en aquesta universitat del nord d'Itàlia. Posteriorment va rebre les influències indirectes de Mauro Cappelletti, Giovanni Tarello i fins i tot del polonès Jerzy Wróblewski.

## Vinculacions acadèmiques

### Universitats
A més del seu treball acadèmic a la Universitat de Pavia, on va ser professor ordinari des del 1976, va ser professor visitant de diverses universitats europees, estatunidenques (Cornell i Califòrnia) i llatinoamericanes (Pontifícia Universitat Catòlica de Xile, Universitat Nacional Autònoma de Mèxic, Universitat de Medellín, entre altres), així com investigador de la Càtedra de Cultura Jurídica de la Universitat de Girona, a Espanya. A la fi dels anys noranta, li van oferir un lloc a la Universitat Cornell, que no va acceptar.
El maig de 2021 es va fer donació de la seva biblioteca de treball (aproximadament 13500 volums) a la Universitat de Girona.

### Associacions
Taruffo va pertànyer a l'Acadèmia Nacional dels Linxs i va ser membre de l'Associació Italiana d'Estudiosos del Dret processal, de l'Acadèmia Italiana de Dret comparat, de la Societat Italiana de Filosofia Jurídica i Política.
Va ser membre de l'American Law Institute (per al que va ser redactor principal, amb Geoffrey C. Hazard, del projecte sobre principis i regles del procés civil transnacional), de l'Associació Internacional de Dret Processal-IAPL, de l'Institut Brasiler de Dret Processal i de l'Associació Henri Capitant d'Amics de la Cultura Jurídica Francesa. Des de la seva fundació, també va ser professor adjunt de l'Institute of Evidence Law and Forensic Science.

## Honoris causa i homenatges
Michele Taruffo va rebre doctorats honoris causa de les universitats de Medellín (Colòmbia), Major de Sant Marcos (el Perú), Catòlica del Perú (el Perú), Privada de Tacna (el Perú), Upagu (el Perú), Inca Garcilaso de la Vega (el Perú), Nacional de Sant Agustí (el Perú), Continental (el Perú) i Austral de Xile (Xile). L'any 2013 va rebre de la seva universitat la medalla d'or, per haver-se jubilat després de prestar més de 25 anys de servei ininterromput a l'ateneu de Pavia.
En 2013, la Fondazione Enrico Redenti (de Bolonya, Itàlia), va lliurar el premi del mateix nom a Taruffo, com a reconeixement a la seva obra. L'any 2015, la Universitat de Girona va realitzar el congrés Un jurista plurisdisciplinar: entorn del pensament de Michele Taruffo en homenatge seu; d'aquest congrés és resultat el llibre Debatiendo con Taruffo, coordinat per Jordi Ferrer Beltrán i Carmen Vázquez. Així mateix, a la Universitat d'Alacant es va defensar una tesi doctoral entorn del seu pensament, dirigida per Manuel Atienza i Daniel González Lagier. El 2019 va ser homenatjat pel Tribunal Superior de Medellín (Colòmbia). El 2020 es va publicar a l'Argentina el volum Verdad, justicia y derecho, que recull les ponències d'un congrés realitzat a Buenos Aires el 2015 per a discutir les seves idees.